# Бишкильский район
Бишки́льский район — административно-территориальная единица в составе Уральской и Челябинской областей РСФСР, существовавшая в 1926—1935 годах. Административный центр — посёлок Медведевский.
Был образован в составе Златоустовского округа Уральской области в 1926 году как Медве́девский район. Включал сельсоветы: Архангельский, Заинваловский, Камбулатовский, Карасинский, Коротановский, Медведевский, Травниковский и Шахматовский.
В 1930 году в связи с ликвидацией округов Медведевский район перешёл в прямое подчинение Уральской области. Тогда же он был переименован в Бишкильский район. 17 января 1934 года Бишкильский район вошёл в состав новой Челябинской области. В январе 1935 года Бишкильский район был упразднён, а его территория разделена между Колхозным, Миасским и Чебаркульским районами.